# کیم ماهر
کیم ماهر (انگلیسی: Kim Maher؛ زادهٔ ۵ سپتامبر ۱۹۷۱ در شهر هوشی مین، ویتنام) قهرمان المپیک، بازیکن سافت بال راست دست و سرمربی ویتنامی-آمریکایی است که اصالتاً اهل فرزنو، کالیفرنیا است.
او از سال ۱۹۹۱ تا ۱۹۹۴ در کالج برای بولداگ‌های ایالتی فرسنو در کنفرانس دو و میدانی (بیگ غرب و وسترن) شرکت کرد و در دو سال آخر خود به دلیل میانگین ضربات حرفه ای (۴۰۱/۰) موفق به کسب رتبه دوم شد. در سال ۱۹۹۱ در دو مرحله نیمه نهایی رهبری تیم را بر عهده داشت. ماهر در المپیک ۱۹۹۶ آتلانتا با تیم ایالات متحده آمریکا طلا گرفت. ماهر رئیس تیم سافت بال SWOSU Bulldogs است.
وی در مسابقات کشوری و بین‌المللی در مجموع برندهٔ ۱ مدال طلا شده‌است.

## زندگی حرفه ای
او در المپیک تابستانی ۱۹۹۶ در آتلانتا شرکت کرد و با تیم آمریکا مدال طلا گرفت.
ماهر سافت بال NCAA Division I را برای بولداگز ایالتی فرزنو بازی کرد. او سرمربی سابق تیم سافت بال دانشگاه پوردو است. ماهر پس از اینکه بویلرهایش رکورد ۲۳–۳۲ را در فصل ۲۰۱۳ به ثبت رساند، استعفا داد و نتوانست برای چهارمین فصل متوالی واجد شرایط بازی پس از فصل باشد.

## آمار
بولداگ ایالتی فرزنو:
| سال    | جی  | AB  | آر  | اچ  | BA   | RBI | منابع انسانی | 3B | 2B | سل  | SLG    | BB | بنابراین | SB | SBA |
| ۱۹۹۱   | ۶۸  | ۲۲۳ | ۳۴  | ۵۹  | .۲۶۴ | ۳۲  | ۴            | ۱  | ۱۱ | ۸۴  | ۰٫۳۷۶٪ | ۱۸ | ۱۵       | ۰  | ۰   |
| ۱۹۹۲   | ۶۸  | ۲۰۸ | ۳۴  | ۶۷  | .۳۲۲ | ۳۶  | ۳            | ۶  | ۱۴ | ۱۰۲ | .۴۹۰٪  | ۲۱ | ۸        | ۲  | ۲   |
| ۱۹۹۳   | ۶۲  | ۱۸۹ | ۴۴  | ۷۲  | .۳۸۱ | ۴۹  | ۱۴           | ۳  | ۸  | ۱۲۸ | ۰٫۶۷۷٪ | ۲۶ | ۱۳       | ۱  | ۲   |
| ۱۹۹۴   | ۶۵  | ۲۰۲ | ۵۰  | ۸۵  | .۴۲۱ | ۶۴  | ۱۰           | ۵  | ۱۶ | ۱۴۱ | ۰٫۶۹۸٪ | ۲۱ | ۱۱       | ۱  | ۲   |
| جمع کل | ۲۶۳ | ۸۲۲ | ۱۶۲ | ۲۸۳ | .۳۴۴ | ۱۸۱ | ۳۱           | ۱۵ | ۴۹ | ۴۵۵ | ۰٫۵۵۳٪ | ۸۶ | ۴۷       | ۴  | ۶   |

تیم بازی‌های المپیک آمریکا:
| سال  | جی | AB | آر | اچ | BA   | RBI | منابع انسانی | 3B | 2B | سل | SLG    | BB | بنابراین | SB |
| ۱۹۹۶ | ۹  | ۳۲ | ۷  | ۷  | .۲۱۸ | ۳   | ۱            | ۰  | ۱  | ۱۱ | ۰٫۳۴۳٪ | ۲  | ۵        | ۰  |